# Park Narodowy „Dolna Kama”
Park Narodowy „Dolna Kama” (ros. Национальный парк «Нижняя Кама») – rosyjski park narodowy położony na terenie północno-wschodniego Tatarstanu w Rosji. Park narodowy mieszczący się na obszarze Tatarstanu, tak jak pozostałe parki narodowe w Rosji, został założony na mocy dekretów państwowych. Ten oficjalnie stał się nim 20 kwietnia 1991, jako obszar ochrony lasów iglastych (głównie gatunku Sosny górskiej i Jodły syberyjskiej) na brzegach rzeki Kamy.
Park narodowy obejmuje powierzchnię około 266 km² na które przypada 185 km² państwowych lasów iglastych pod ścisłą ochroną, oraz około 81 km² gruntów, które nie zostały wycofane z eksploatacji gospodarczej i podlegają działaniu człowieka.

## Flora i Fauna
Flora występująca na obszarze parku narodowego reprezentowana jest przez ponad 200 gatunków roślin, m.in.: grzybienie północne, grążel żółty, goryczka wąskolistna, kozłek lekarski, babki, salwinia pływająca, rdestnica, prawoślaz lekarski, kosaćce, ostnica Jana, czerniec krwistoowockowy. W parku znajduje się około 100 gatunków porostów, ponad 50 gatunków mchów, oraz około 100 gatunków grzybów (m.in.: gwiazdosz frędzelkowany). Wśród nich znajduje się wiele gatunków wymienionych w Czerwonej Księdze Tatarstanu i Rosji.
Faunę parku narodowego cechuje zbiorowość gatunków zbliżona do zwierząt spotykanych w europejskiej części Rosji m.in. takich jak: łosie, jelenie, dziki, rysie, borsuki, kuny, wiewiórki, łasice, bobry, piżmaki, wydry, jenoty. Na obszarze chronionym wstępują 22 gatunki ptaków (m.in.: bąk zwyczajny), 6 gat. gadów i 12 gatunków ryb, dość obficie występują również bezkręgowce, około 1000 gatunków m.in.: niepylak apollo, wardzanka, bagnik przybrzeżny, rohatyniec nosorożec, sieciarka czy żagnica wielka.